# Galgenberg

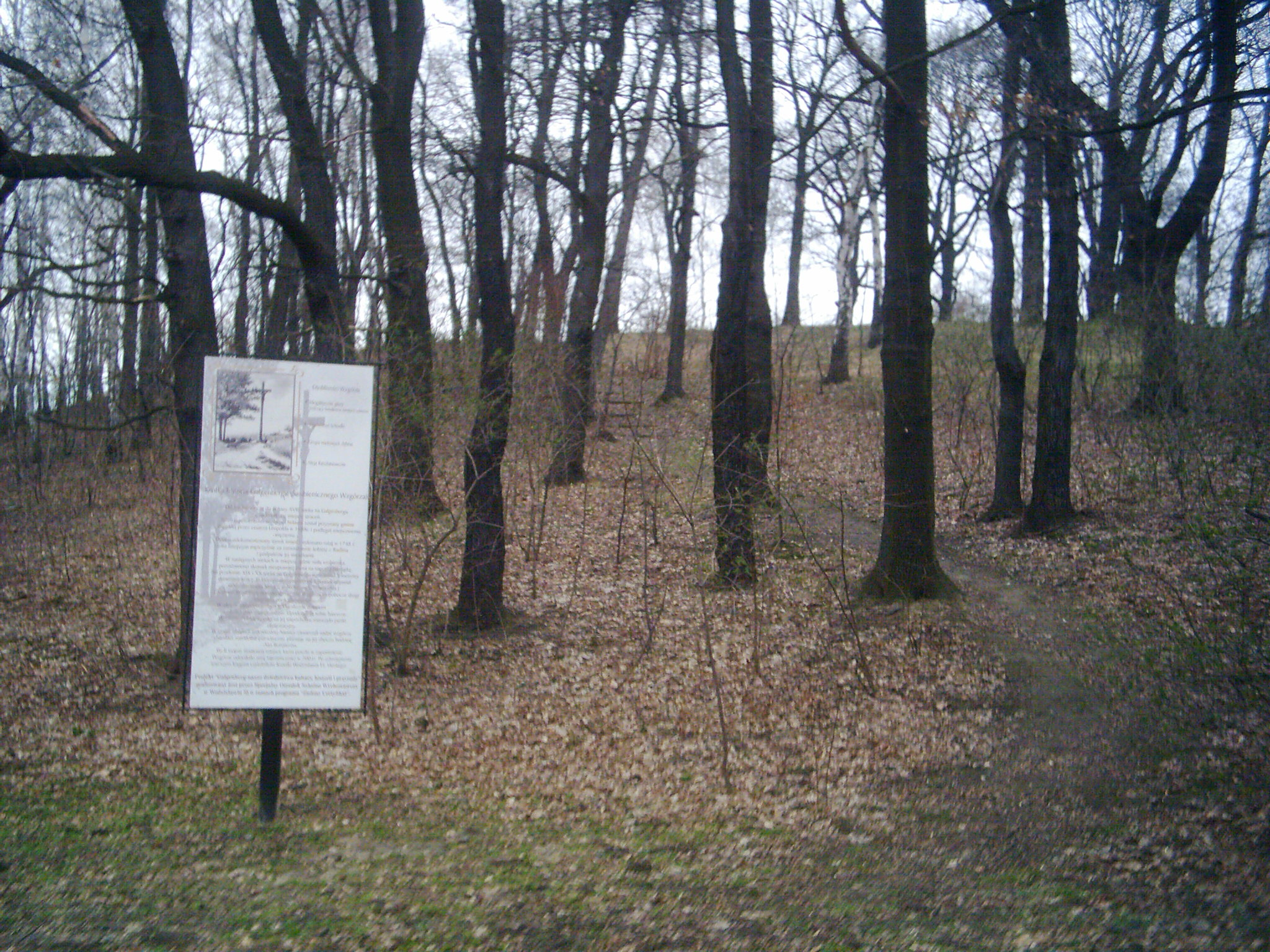
Wzgórze Galgenberg w Wodzisławiu

Galgenberg – wzgórze w Wodzisławiu Śląskim. Galgenberg inaczej góra straceń mieszcząca się w Wodzisławiu przy ul. Kopernika. Na wzniesieniu tym od końca średniowiecza do XVIII w. wykonywano egzekucje, poprzez powieszenie, które orzekał sąd książęcy. Na wzgórzu znajdują się głazy narzutowe, które ułożone są w kształcie kręgu. W czasie II wojny światowej, hitlerowcy chcieli zrobić w tym miejscu aleję zasłużonych Niemców. Po wojnie miejsce trochę zapomniane i zaniedbane. Obecnie stara przywrócić mu się rolę parku bądź punktu widokowego na miasto.